# Roxboro (Karolina Północna)
Roxboro – miasto w Stanach Zjednoczonych, w stanie Karolina Północna, siedziba administracyjna hrabstwa Person.